# 格雷格·李
格雷戈里·斯科特·「格雷格」·李（英語：Gregory Scott "Greg" Lee，1951年12月12日—2022年9月21日），美国篮球运动员。他在1974年的NBA选秀中第7轮第115顺位被亚特兰大鹰选中，1974至75年效力美國籃球協會的圣迭戈征服者队，1975年至76年效力於NBA波特蘭拓荒者，1977年至1980年轉戰西德籃球聯邦聯賽的拜耳04勒沃库森（TuS Bayer 04 Leverkusen）。